# Luke Bretherton
Luke Bretherton je britanski teolog i uvaženi profesor moralne i političke teologije na Sveučilištu Duke. Uz svoj znanstveni rad za koji je dobio brojne ugledne međunarodne nagrade, piše i za medije kako što su The Guardian, The Times i The Washington Post. Uz to, aktivan je u brojnim organizacijama civilnoga društva. Među ostalim brojnim knjigama, 2019. godine objavio je i djelo Christ and the Common life (Krist i zajednički život). Njegova knjiga The Conditions and Possibilities of Faithful Witness nagrađena je nagradom Michael Ramsey za teološka djela 2013. godine.

## Mediteranski teološki susreti
Luke Bretherton bio je jedan od predavača na 1. Mediteranskim teološkim susretima na temu "Sloboda i odgovornost za izgovorenu riječ", koje je organizirala Riječka nadbiskupija od 10. do 16. srpnja 2022. u Lovranu. Susreti su namijenjeni studentima i apsolventima katoličkih, protestantskih i pravoslavnih teoloških fakulteta Jugoistočne Europe, a uz Brethertona predavači su bili: Marianne Heimbach-Steins (Westfälische Wilhelms-Universität Münster), Cyril Hovorun (University College Stockholm) i Branko Murić (Sveučilište u Zagrebu).

## Knjige
- Christianity and Contemporary Politics (Kršćanstvo i suvremena politika)
- The Conditions and Possibilities of Faithful Witness (Uvjeti i mogućnosti vjernog svjedoka)
- Christ and the Common Life: Political Theology and the Case for Democracy (Krist i zajednički život: politička teologija i argumenti za demokraciju)